# Haras de la Cense
 (mai 2014).
Si vous disposez d'ouvrages ou d'articles de référence ou si vous connaissez des sites web de qualité traitant du thème abordé ici, merci de compléter l'article en donnant les références utiles à sa vérifiabilité et en les liant à la section « Notes et références ».
Le Haras de la Cense situé à Rochefort-en-Yvelines  est un centre de formation en équitation éthologique dévolu à la relation entre l'humain et le cheval. Fondé en 1998 par William Kriegel, il a été le premier opérateur dans cette discipline agréé par la Fédération Française d’Équitation en 2003.

## Historique
C'est au XVIe siècle que Henri IV et sa favorite Gabrielle d'Estrées font construire la Cense.
En 1980, William Kriegel acquiert la Cense auprès du designer industriel Raymond Loewy. En 1985, il crée un élevage de Quarter horse et une écurie professionnelle de reining. L'élevage de quarter horse cesse en 2009. En 2000, William Kriegel consacre la Cense à l'équitation éthologique. De 2000 à 2002, la Cense développe son activité d'enseignement en partenariat avec Pat Parelli et ouvre l'école la Cense. C'est Andy Booth qui prend ensuite le poste de directeur technique de la Cense et qui incarne le développement de l'approche éthologique en France. 
En 2005, la première version de la Méthode la Cense est publiée. Cette méthode propose un programme de formation du cheval et du cavalier, à l’aide d’une progression d’exercices. Une nouvelle version de la Méthode paraît en 2017. 

## Méthode la Cense
À l'origine, la méthode de la Cense était basée sur celle de Pat Parelli, adaptée par Andy Booth qui y est resté de 2001 à 2011, lui-même ancien élève de Parelli. Elle puise dans les racines du Horsemanship[précision nécessaire], les connaissances scientifiques sur le comportement équin, et le savoir-faire académique, afin de proposer une équitation basée sur le respect et la compréhension du cheval.
La méthode la Cense propose un programme de formation du cheval et du cavalier qui a pour but de développer la relation homme-cheval[réf. nécessaire]. D'après ses partisans, la méthode La Cense permet d’appréhender l’équitation de façon globale. En ajoutant aux techniques de base une véritable sensibilisation au cheval, elle permet de mieux connaître sa monture, la comprendre et partager avec elle, pour plus de plaisir, de performance et de sécurité.